# سیارک ۳۵۸۳
سیارک ۳۵۸۳ (به انگلیسی: 3583 Burdett، نامگذاری:1929TQ) سه هزار و پانصد و هشتاد و سومین سیارک کشف شده‌است که در ۵ اکتبر ۱۹۲۹ کشف شد.
قدر مطلق سیارک برابر ۱۳٫۳۰ است.